# تسمم كحولي
التسمم الكحولي ويعرف أيضًا باسم السُكْر أو التسمم بالكحول، هو السلوك السلبي والآثار الوظيفية الناجمة عن الإفراط بشرب الكحول. قد تتضمن الأعراض في الجرعات الخفيفة شعورًا بالخَدر اللطيف والتناسق الضعيف. أما في الجرعات القوية قد يحدث تلعثم بالكلام وتململ في المشي وإقياء. قد ينجم عن الجرعات المفرطة بشدة نقص التهوية (خمود تنفسي) أو الدخول في غيبوبة أو الموت. من المضاعفات حدوث نوبات والتهاب رئوي شفطي وحالات انتحار وانخفاض سكر الدم. من الممكن أن يؤدّي التسمم الكحولي إلى قيِام المُتعاطي بارتكاب جرائم وهو تحت تأثير الكحول، ولكن غالبًا ما يكون الجناة -من يقوم بارتكابها فعلًا- أكثر سكرًا من الضحايا.
يبدأ التسمم الكحولي عادةً بعد شرب اثنين أو أكثر من المشروبات الكحولية. هناك العديد من عوامل الخطر مثل الحالة الاجتماعية؛ فشرب الكحوليات بكثرة شائع وخاصة بالنسبة لأصحاب الشخصية المتهورة. يعتمد التشخيص عادةً على تاريخ الأحداث والفحص الطبي (الجسمي). قد يكون التحقق من الأحداث من قبل الأفراد المقربين من المريض نافعًا. قانونيًا، يعتبر الفرد متسممًا كحوليًا إذا كان تركيز الكحول في الدم (بي إيه سي) أعلى من 5.4-17.4 ميللي مول/ ليتر (25-80 ميلي غرام/ ديسيليتر أو 0.025-0.080%). يمكن أن يُقاس التركيز بفحص الدم أو النَفَس. يستقلب الجسمُ الكحولَ ويتخلص منه بمعدل حوالي 3.3 ميلي مول/ ليتر (15 ميلي غرام) بالساعة.
يقتضي تدبير التسمم الكحولي عنايةً خاصةً داعمة. يتضمن ذلك نموذجيًا وضع المريض بوضع الإفاقة وإبقائه دافئًا والتأكد من قدرته على التنفس الكافي. وُجِد أن اللجوء لغسيل المعدة والفحم الفعال غير مفيد. تفيد التقارير بأنه قد يتطلب استبعاد الأسباب المحتملة الأخرى المسببة لأعراض المريض.
يُعد التسمم الكحولي شائعًا جدًا، خاصة في المجتمعات الغربية. معظم الذين يشربون الكحول كانوا في وقتٍ ما في حالة سُكر. يؤدي السُكر الحاد في الولايات المتحدة مباشرةً إلى حوالي 2200 حالة وفاة سنويًا، وبطريقةٍ غير مباشرة أكثر من 30,000 حالة وفاة سنويًا. وُثقت حالات التسمم الحاد على مرّ التاريخ وظلّ الكحول أحد الأدوية الترفيهية الأكثر انتشارًا حول العالم. تنظر بعض الأديان إلى التسمم الكحولي على أنه معصية.

## الأعراض والعلامات
التسمم الكحولي هو الآثار الصحية السلبية بسبب الإفراط بشرب الإيثانول (الكحول). عند المبالغة بالشرب قد تتطور الحالة لتصبح طارئة طبيًا. من آثار التسمم الكحولي الشمق (الشعور بالنشاط ومرح الجنون) وتقليل الكبت الاجتماعي، وهما أساس المرغوبية الكحولية (أي الرغبة والدافع لشرب الكحول).
تتضمن أعراض وعلامات التسمم الكحولي الحاد:
- تخليطًا ذهنيًا شديدًا وسلوكًا غير متوقع أو عنيف وذهولًا.
- سقطات مفاجئة في حالة اللاوعي أو شبه الوعي والخروج المفاجئ منها (مع فقدان ذاكرة كحولي لاحقًا).
- إقياء ودخول بحالة من اللاشعور ونصف الشعور.[14]
- نوبات.
- خمود تنفسي (أقل من 8 عمليات تنفس شهيق/ زفير بالدقيقة).
- جلد شاحب ومزرق وبارد بسبب نقص الأكسجين.[15]

## الفيزيولوجيا المرضية
يُستقلب الكحول عن طريق الكبد السليم بمعدل حوالي 8 غرام من الإيثانول النقي في الساعة. تساوي الوحدة القياسية البريطانية 8 غرامات أو 10 مل (0.34 أونصة سائلة في الولايات المتحدة). أما الكبد «غير السليم» بحالات مثل التهاب الكبد والتليف الكبدي وأمراض المرارة والسرطان من المرجح أن يتباطأ معدل الأيض فيه.
يُستقلب الإيثانول إلى الأسيتالدهيد بوساطة نازعة هيدروجين الكحول (الكحول ديهيدروجيناز ADH)، والتي توجد في العديد من الأنسجة، بما في ذلك مخاطية المعدة. يُستقلب الأسيتالدهيد إلى أسيتات بواسطة أسيتالدهيد ديهيدروجيناز (ALDH)، والذي يوجد في الغالب في المتقدرة الكبدية. تستخدم خلايا العضلات الأسيتات لإنتاج أسيتيل مرافق الإنزيم-أ باستخدام سينثيتاز أسيتيل مرافق الإنزيم-أ، ثم يُستخدم أسيتيل مرافق الإنزيم-أ في دورة حمض الستريك.
يعود سبب الآثار الحادة للإيثانول بصورة عامة إلى طبيعته باعتباره مُثبطًا للجهاز العصبي المركزي، ويعتمد ذلك على تركيز الكحول في الدم:
- 20–79 ميلي غرام/ ديسي ليتر: تناسق مُعتل وشعور بالشمق
- 80–199 ميلي غرام/ ديسي ليتر، إسراف في الشرب: رَنح وضعف المحاكمة ومزاج مُقلقل. يعرّف المعهد الوطني لمعاقرة وإدمان الكحول (إن آي إيه إيه إيه) مصطلح «الإسراف في شرب» على أنه نمط في الشرب يصل فيه تركيز الكحول في الدم (BAC) إلى 0.08 ميلي غرام/ ديسي ليتر أو أعلى من ذلك.[19]
- 200-299 ميلي غرام/ ديسي ليتر: رَنح مُلاحَظ وكلام مُتداخل وضعف المحاكمة ومزاج مُقلقل وغثيان وإقياء.
- 300-399 ميلي غرام/ ديسي ليتر: المرحلة الأولى من التخدير (غشية: فقد الرؤية الوقتي السابق للإغماء) وزوال الذاكرة لفترة من الزمن ومزاج مُقلقل.
- أكثر من 400 ميلي غرام/ ديسي ليتر: فشل تنفسي والدخول في غيبوبة.

كلما زاد شرب الكحول، أصبح السكران أكثر نعاسًا أو أصيب بالذهول. بعد ارتفاع مستوى الاستهلاك، يصبح الجهاز التنفسي منهكًا ويتوقف عن التنفس. قد يرشف مرضى الغيبوبة القيء (بسبب دخول القيء إلى الرئتين، ما قد يؤدي إلى «الغرق» والالتهاب الرئوي لاحقًا إذا نجا). يزيد تدهور الجهاز العصبي المركزي وضعف التنسيق الحركي جنبًا إلى جنب مع سوء المحاكمة من احتمال حدوث إصابة عرضية. تشير التقديرات إلى أن حوالي ثلث الوفيات المرتبطة بشرب الكحول ناتجة عن حوادث و14% أخرى من إصابات متعمدة.
بالإضافة إلى الفشل التنفسي والحوادث الناجمة عن الآثار المترتبة على الجهاز العصبي المركزي، يسبب الكحول اضطرابات أيضية خطيرة. يحدث هبوط سكر الدم بسبب تثبيط الإيثانول لاستحداث السكر، وخاصة عند الأطفال، وقد يسبب الحماض اللاكتيكي والحماض الكيتوني والفشل الكلوي الحاد. يتفاقم الحماض الأيضي بسبب فشل الجهاز التنفسي. قد يصاب المرضى أيضًا بانخفاض حرارة الجسم.

### الآلية
كان يُعتقد في الماضي أن الكحول عامل دوائي (فارماكولوجي) غير نوعي، يؤثر على العديد من أنظمة النقل العصبي في الدماغ. ومع ذلك، فقد أظهرت الدراسات الدوائية الجزيئية أن لديه فقط عدد قليل من الخلايا الهدف الأساسية. في بعض الأنظمة، تكون هذه الآثار مُنشطة وفي حالات أخرى مُثبطة.
من بين أنظمة النقل العصبي ذات الوظائف المعززة: مستقبلا غابا-أ ومضادات المستقبلات 5-HT3 (المسؤولة عن حمض الغاما-أمينوبيوتيريك ❪المُغيّر التفارغي الإيجابي لمستقبل حمض الغاما-أمينوبيوتيريك❫ والمستقبلات غليسينية الفعل وكولنية الفعل) ومستقبلات الأستيل كولين النيكوتينية.
من بين تلك التي تُثبط هي: N-ميثيل-D-حمض الأسبارتيك (NMDA) وقنوات شوارد الكالسيوم ديهيدروبيريدين الحساسة نمط-L وقنوات شوارد البوتاسيوم لبروتين G المُقطر داخليًا.
تنتج هذه التأثيرات المباشرة عن حزمة من التأثيرات غير المباشرة المشتركة التي تشمل مجموعة متنوعة من أنظمة النقل العصبي والببتيد العصبي، ما يؤدي في النهاية إلى الآثار السلوكية أو أعراض التسمم الكحولي.
ليس لترتيب استهلاك أنواع مختلفة من الكحول أي تأثير كالأقوال التالية: «إما الحُبان وإما الأعناب، وأما جمعهما فلا يُستطاب»، و«ذو اللب يستعيذ من شرب البيرة بعد النبيذ، ومن الوضاعة تقديم النبيذ على البيرة».

### مستقبلات غابا -أ
تشبه العديد من تأثيرات تنشيط مستقبلات غابا-أ تأثيراتِ استهلاك الإيثانول. وتشمل بعض هذه الآثار المزيلة للقلق والمضادة للاختلاج والمهدئة والمنومة، واختلالًا معرفيًا وعدم التناسق الحركي. أدى هذا الارتباط بين تنشيط مستقبلات غابا -أ وآثار استهلاك الإيثانول إلى دراسة الإيثانول وآثاره على مستقبلات غابا -أ. لقد ثبت أن الإيثانول لا يبدي في الحقيقة خصائص ترابطية تفارغية إيجابية لمستقبلات غابا -أ. ومع ذلك، تقتصر آثاره على مَخاميس (الجزيئات المركبة من خمسة مونمرات وهو الجزيء الذي يمكن أن يتحد بالمركبات الأخرى لتشكيل بوليمر) تحتوي على الوحدة الفرعية -δ بدلاً من الوحدة الفرعية -γ. ثبت أن مستقبلات غابا -أ التي تحتوي على الوحدة الفرعية -δ موجودة خارج المَشبَك العصبي وتشارك في تثبيط مُنشَّط بدلًا من نظيرتها الوحدة الفرعية -γ، والتي تشارك في التثبيط الطوري. وثبت أن الوحدة الفرعية -δ تكون قادرة على تكوين موقع الرابطة التفارغية الذي يجعل مستقبلات غابا -أ التي تحتوي الوحدة الفرعية -δ أكثر حساسية لتركيزات الإيثانول، حتى مع مستويات استهلاك معتدلة للإيثانول بحفلات الأُنس (30 ميلليميتر). أظهر سانثكومار وآخرون في دراستهم، أن مستقبلات غابا -أ التي تحتوي على الوحدة الفرعية -δ حساسة لتحوير الإيثانول، ويتوقف هذا على مستقبلات توليفة من الوحدات الفرعية، وقد تكون أكثر أو أقل حساسية للإيثانول. لقد ثبت أن مستقبلات غابا -أ التي تحتوي على كل من الوحدة الفرعية -δ و β3 تبدي حساسية متزايدة للإيثانول. أحد هذه المستقبلات التي تظهر عدم حساسية الإيثانول هي مستقبلات غاما -أ التي تحتوي على الوحدة الفرعية α3-β6-δ، وثبت أيضًا أن توليفة الوحدات الفرعية ليست هي الشيء الوحيد الذي يؤثر على حساسية الإيثانول. قد يسهم موقع مستقبلات غابا -أ داخل المشبك أيضًا في حساسية الإيثانول.

## اقرأ أيضًا
- رعاش